# What Am I Going to Do Without Your Love
"What Am I Going to Do Without Your Love" was een single van de Amerikaanse meidengroep Martha & The Vandellas. Het werd uitgebracht halverwege mei van het jaar 1966, na een reeks van vijf achtereenvolgende top 40 hits op de poplijst. Het was de bedoeling dat "What Am I Going to Do Without Your Love" dit ook zou lukken, als opvolger van "My Baby Loves Me". Net als dit nummer werd "What Am I Going to Do Without Your Love" geschreven door William "Mickey" Stevenson. Dit keer echter in samenwerking met Ivy Jo Hunter in plaats van Sylvia Moy. "What Am I Going to Do Without Your Love" voldeed echter niet aan de verwachtingen. De R&B-lijst werd niet eens behaald, terwijl het nummer op de poplijst bleef steken op een #71 positie.
Het nummer in kwestie was de eerste single afkomstig van het album "Watchout!". Later zou echter "I'm Ready for Love" als eerste single worden beschouwd, vanwege het weinige succes van "What Am I Going to Do Without Your Love" en omdat het album later uitgebracht werd dan "What Am I Going to Do Without Your Love". Het eerder genoemde "I'm Ready for Love" zorgde ervoor dat "What Am I Going to Do Without Your Love" een uitzondering was. Het bereikte namelijk de top 10 en zorgde voor een nieuwe reeks van top 40 hits.

## Bezetting
- Lead: Martha Reeves
- Achtergrond: Rosalind Ashford en Betty Kelly
- Instrumentatie: The Funk Brothers
- Schrijvers: Sylvia Moy en William Stevenson
- Productie: William Stevenson